# Афанасьева, Валентина Степановна
Валентина Степановна Афанасьева (26 декабря 1917 — 5 декабря 2005) — передовик советского народного просвещения, заместитель директора средней школы № 26 город Комсомольск-на-Амуре Хабаровского края, Герой Социалистического Труда (1968).

## Биография
Родилась 26 декабря 1917 года в городе Москве в русской семье служащего. В 1940 году окончила механико-математический факультет Московского государственного университета имени М. В. Ломоносова.
Получила направление на работу в город Комсомольск-на-Амуре Хабаровского края. Устроилась в школу № 17 учителем математике. С августа 1941 года работала учителем математике в средней школе № 26, с октября 1947 года стала работать завучем. С января 1950 года работала директором средней школы № 26. С сентября 1954 по сентябрь 1956 года вновь трудилась завучем.
Указом Президиума Верховного Совета СССР от 1 июля 1968 года за большие заслуги в деле обучения и воспитания Валентине Степановне Афанасьевой было присвоено звание Героя Социалистического Труда с вручением ордена Ленина и золотой медали «Серп и Молот».
Избиралась депутатом Хабаровского краевого и районного Советов депутатов. В 1979 году вышла на заслуженный отдых. В том же году переехала в Домодедово Московской области.
Проживала в городе Домодедово, в районе «Северный». Умерла 5 декабря 2005 года.

## Награды
За трудовые успехи была удостоена:
- золотая звезда «Серп и Молот» (01.07.1968)
- орден Ленина (01.07.1968)
- Медаль «За трудовое отличие» (01.09.1951)
- другие медали.